# Francisco Javier López Izkue
Francisco Javier López Izkue, nacido el 26 de abril de 1956 en la localidad navarra de Ibiricu (España), fue un ciclista profesional entre los años 1980 y 1982, durante los que no logró ninguna victoria.

## Palmarés
No consiguió ninguna victoria como profesional

## Resultados en Grandes Vueltas y Campeonato del Mundo
Durante su carrera deportiva ha conseguido los siguientes puestos en las Grandes Vueltas y en los Campeonatos del Mundo en carretera:
| Carrera         | 1980 | 1981 | 1982 |
| --------------- | ---- | ---- | ---- |
| Giro de Italia  | -    | -    | -    |
| Tour de Francia | -    | -    | -    |
| Vuelta a España | 55.º | 44.º | -    |
| Mundial en Ruta | -    | -    | -    |

-: No participa

## Equipos
- Reynolds (1980-1982)